# Cô gái nhà người ta
Cô gái nhà người ta (tên cũ: Chuyện làng đẩu) là một bộ phim truyền hình được thực hiện bởi Trung tâm Phim truyền hình Việt Nam, do Trịnh Lê Phong đạo diễn. Phim được phát sóng vào lúc 21h40 thứ 4, thứ 5 hàng tuần bắt đầu từ ngày 15 tháng 1 năm 2020 và kết thúc vào ngày 18 tháng 3 năm 2020 trên kênh VTV3.

## Nội dung
Cô gái nhà người ta xoay quanh câu chuyện cuộc sống và ước mơ lập nghiệp của những thanh niên trẻ vùng nông thôn tại làng quê Bắc Bộ. Trong đó nhân vật chính đó là Khoa (Đình Tú) là một chàng sinh viên cao ngạo, vừa tốt nghiệp thành phố về làng, anh đã nảy ra ý tưởng và ấp ủ tạo kế hoạch kinh doanh du lịch, xây dựng loại hình homestay trên chính làng quê của mình vì thấy có nhiều cảnh đẹp, lại vẫn giữ được nét dung dị, thôn quê, cùng hai người bạn thân bao gồm Cân (Việt Bắc), Viễn (Quang Trọng), dù họ nhiệt huyết nhưng do thiếu kinh nghiệm đã khiến nhóm bạn gặp muôn vàn khó khăn khi bắt đầu khởi nghiệp. Và Uyên (Phương Oanh), là con gái của một ông trưởng thôn, một cô giáo làng dạy ở một trường cấp 2 trong xã, có tính cách thẳng thắn, nghiêm túc và rõ ràng, tỏ ra kín đáo, già dặn trước tuổi, và hành xử theo nguyên tắc của một cô giáo thực thụ. Tất cả họ khi va chạm vào thực tế đều không hề dễ dàng. Cùng với những người trong nông thôn, họ đoàn kết với nhau để chống lại những mưu kế của kẻ xấu, lấy lại công bằng cho người thân, người dân và bảo vệ cho chính quê hương của mình.

## Diễn viên

### Diễn viên chính
- Đình Tú trong vai Khoa
- Phương Oanh trong vai Uyên
- Tiến Đạt trong vai Lão Tài
- Bùi Bài Bình trong vai Ông Tiền
- Tiến Quang (Quang Tèo) trong vai Ông Bá
- Linh Huệ trong vai Bà Hòa
- Hương Giang trong vai Mận
- Việt Bắc trong vai Cân
- Quang Trọng trong vai Viễn
- Việt Hoa trong vai Đào
- Trọng Lân trong vai Cường
- Hoàng Huy trong vai Bố Cân
- Huyền Trang trong vai Bà Hồng
- Đình Chiến trong vai Ông Vĩnh

### Các diễn viên khác
- Anh Tuấn trong vai Đẩu
- Kiều My trong vai Trâm
- Tiến Ngọc trong vai Quân
- Phí Thùy Linh trong vai Bình
- Hoàng Du Ka trong vai Quất
- Bé Gia Hân trong vai Bé Nga
- Hoàng Mai trong vai Thanh tra Tỉnh
- Đỗ Triệu trong vai Thầy Hiệu trưởng
- Đức Trường trong vai Phóng viên
- Bùi Hoàn trong vai Thanh niên dọa ma
- Khánh Long trong vai Bác sĩ 1
- Thành Đức trong vai Bác sĩ 2
- Văn Huấn trong vai Bạn Khoa 1
- Hoàng "Tiphu" trong vai Bạn Khoa 2
- Hồ Lan trong vai Bà Hưởng

## Ca khúc trong phim
Bài hát trong phim là ca khúc "Cô gái nhà người ta" do nhạc sĩ Đặng Duy Chiến sáng tác và ca sĩ Huyền PK thể hiện.

## Các tập phim
| TT. | Tiêu đề  | Ngày phát hành gốc  |
| --- | -------- | ------------------- |
| 1 | "Tập 1"  | 15 tháng 1 năm 2020 |
| Khoa bị dân làng “úp sọt” đánh túi bụi vì Uyên hiểu nhầm, nghi ngờ đó chính là tên biến thái trong làng do có tin đồn về thanh niên hay sàm sỡ các cô gái đi ngoài đường hàng đêm. Hôm sau, Khoa đã nói về ý định làm kinh doanh homestay trên làng của mình với bố, nhưng bị phản đối, và ngược lại với cả dân làng đã được thuyết phục, nhất là ông Tài, người giàu có trong làng thì rất ủng hộ hết lòng về dự án của Khoa, Cân và Viễn. Đêm hôm đó, họ tạo kịch bản cho Viễn giả gái đi xe và đã bị tên biến thái bóp ngực, tên đó bất ngờ vì là một người đàn ông xong bị bắt quả tang, bỏ khẩu trang ra thì đó chính là Quất, em trai của Cân, cuối cùng đã bị cả làng xử bằng cách ném cà chua vào mặt. Sau cùng, Uyên nhận được thuốc bôi tay từ Khoa do đập trúng ngón tay cái khi phá ổ khoá cửa phòng nhằm giải cứu cho Khoa bởi ông Tiền nhốt, cấm đi thuyết trình trong buổi họp thôn về dự án khởi nghiệp. |          |                     |
| 2 | "Tập 2"  | 16 tháng 1 năm 2020 |
| Bộ ba Cường – Đào – Quất họp mặt tại quán nhậu, bàn về việc “chăn dắt” trai từ ý tưởng của Cường nhờ Đào, em gái của Uyên, cũng là người yêu của Cường, đưa trai đi xuất khẩu lao động, với kết quả khá ổn định. Trong diễn biến khác, Viễn "thả thính" cô gái tên Mận bán hoa quả khi hỏi mua quả mận, nhưng bị bọn bạn trêu chọc vì mận đã hết mùa. Tiếp đến, Khoa đã thuê được nhà, dòng họ ngoại của bà Hưởng, chồng cũ ông Tài để làm kinh doanh mang tên Yên's Homestay. Sau khi chờ đợi mỏi mòn, nhóm khách đầu tiên đã đến trong lúc chiều. Buổi tối đó, bà Hưởng cố tình chơi chiêu trò ngắt cầu dao trong nhà chỉ để... ngủ, khiến nhóm của Khoa hoảng hốt, vừa mất khách vừa mất tiền đặt cọc từ khách bởi không khí quá nóng nực. |          |                     |
| 3 | "Tập 3"  | 22 tháng 1 năm 2020 |
| Cuối cùng đã có những vị khách trên thế giới ghé homestay. Vì văn hóa khác biệt, còn không được hướng dẫn cụ thể, nên gây ra nhiều vấn đề như khi mặc quần quá ngắn, selfie chụp ảnh tự tiện khi đang cúng bái trong chùa và cởi áo phơi nắng, làm nhóm Khoa phải viết bản kiểm điểm, suýt bị dẹp nhưng nhờ ông Tài nói đỡ cho. Sau đó, lại thêm một đám giang hồ đặt phòng, định ở một tuần, nhưng không ngờ chúng là đám bọn không ra gì, chốt cửa phòng tắm, trộm áo yếm của bà Hưởng để trêu ghẹo khiến vô tình làm bà vấp ngã, tạo ra cái chết sau đó, khi trước đó đã cãi nhau với bả vì chúng bật nhạc quá ồn ào. |          |                     |
| 4 | "Tập 4"  | 23 tháng 1 năm 2020 |
| Cường phải thú nhận khi đã thuê giang hồ để phá hỏng kinh doanh homestay của Khoa cũng gián tiếp hại chết mẹ của mình và nhận quả đấm vào mặt từ bố. Sau đó, Khoa mới biết rằng Cân đã vay nặng lãi dành cho dự án homestay giờ đã đóng cửa, khi người chủ nợ đến nhà để đòi trả nợ lên đến hơn trăm triệu, nên phải bán xe máy của Quất, làm anh ta rất bực tức. Về nhà, Khoa nói với bố đang tính lên thành phố làm ăn thì mới biết Viễn bị ung thư giai đoạn cuối, cùng Cân cố gắng kiếm tiền chữa bệnh cho bạn mình, và ngược lại Viễn thì lại dường như bỏ cuộc cuộc sống, thay vì đó cậu ta dại dột đi một mình cầm tới năm triệu lên chùa làm lễ cúng trừ tà. |          |                     |
| 5 | "Tập 5"  | 29 tháng 1 năm 2020 |
| Nhờ Uyên, Khoa mới nhận ra Viễn đang thích Mận, anh ta nhờ Cân tạo kế hoạch giúp bạn thân có niềm vui trong ngày cuối đời, giúp tỏ tình cô gái bán hoa quả bằng hộp quà có gà luộc bên trong nhưng không thành, cổ nóng giận tưởng bị trêu. Khoa vô tình nghe thấy sự thật về cái chết của bà Hưởng khi định thắp hương, ai ngờ người chủ mưu thuê để phá hoại homestay lại là Cường và Quất. Khi thất bại tỏ tình, Viễn bất ngờ phải bị thúc giục nói lời thích Mận, bởi cô ta cãi nhau với ông Đẩu thầy bói lúc bày đặt đã bấm nhân duyên nhưng cổ không tin, trước đó ông ta nghe lén được chuyện bệnh tật của Viễn. |          |                     |
| 6 | "Tập 6"  | 30 tháng 1 năm 2020 |
| Mận chấp nhận lời tỏ tình của Viễn, được Khoa và Cân rủ đi du lịch cùng Uyên hai ngày một đêm. Tối đó Khoa đưa cho Viễn chai nước chứa thuốc nhằm hai đứa nhanh chóng "nóng bỏng" hơn khi đang say sưa xem phim trong phòng, ai ngờ người uống lại là Uyên, suýt "hành xử" với Khoa lúc đang chơi bài, biết cô ta uống nhầm nên có cơ hội ngủ chung với nhau. Đến khi Viễn thú nhận bị ung thư, đòi chia tay khiến Mận khá sốc nên bỏ về trước một mình. |          |                     |
| 7 | "Tập 7"  | 5 tháng 2 năm 2020  |
| Viễn phải nhập viện do bị ngất và chảy máu mũi. Khi biết tin, Mận đến ngay sau đó để chăm sóc và bỏ qua giận dỗi. Vì không đủ tiền chữa trị bệnh, bố Viễn bị con trai từ chối khi ổng muốn bán nhà nên Khoa và Cân kiện ông Tài với nghi ngờ về việc xưởng dệt của ổng xả thải tạo ra ô nhiễm nguồn nước sông gây bệnh cho người trong làng. Vì không đủ đe dọa, dù đã khi nói ra việc con ông gián tiếp hại chết bà Hưởng nhưng vẫn không lấy được đồng tiền nào mà còn bị đuổi ra khỏi nhà ông ta. Sau, Khoa bị công an bắt, đưa về trụ sở công an huyện để làm rõ đơn tố cáo của ông Tài về việc tống tiền ổng. |          |                     |
| 8 | "Tập 8"  | 6 tháng 2 năm 2020  |
| Sau khi năn nỉ mãi, ông Tài bất ngờ rút đơn tố cáo nhưng ông Tiền cần phải viết bản cam kết không tái phạm về việc tống tiền ổng mà Khoa bị công an huyện giam cầm hai ngày và cuối cùng được thả. Còn Ông Bá hoảng hốt phát hiện ra túi que thử thai trên bàn làm việc của Uyên, nghi có bầu với Khoa nên ông Bá đến nhà ăn vạ gây sự rồi mất bình tĩnh cãi cọ với Khoa dù đó là que Uyên mua cho Mận để thử thai và kết quả có bầu với Viễn. |          |                     |
| 9 | "Tập 9"  | 7 tháng 2 năm 2020  |
| Ông Bá xấu hổ khi hiểu nhầm, tưởng con gái có bầu với Khoa. Xong mọi việc được sáng tỏ, ông Bá thông báo trên loa phát thanh, nghe biết Mận đã có bầu, Viễn rất mừng làm hai người nhanh chóng đi chụp ảnh cưới. Bất chấp bệnh tật và khi đang bước vào lễ ăn hỏi thì Viễn bị choáng váng rồi ngã quỵ xuống, qua đời ngay tại chỗ. Ông Tài còn gợi ý những cái chết bí ẩn cho ông Đẩu, nghi ngờ về Khoa sau khi anh ta về làng, đưa đám giang hồ đến gây ra bao nhiêu đám tang. Từ đó ông ta lan truyền tin cho cả làng biết. |          |                     |
| 10 | "Tập 10" | 12 tháng 2 năm 2020 |
| Định ra khỏi làng Yên lên thành phố làm ăn thì trại gà của bố mẹ Khoa bị bỏ thuốc chuột chết hết sạch. Nghi là chiêu trò của ông Tài vì trước đó Quất đã khai người chủ mưu nhờ dọa ma dân làng nên Khoa đến nhà tranh cãi với ổng và đã thừa nhận. Tưởng như đã có bằng chứng khi đã lén lút ghi âm điện thoại nhưng ai ngờ đang chuẩn bị ra khỏi cửa thì bị người khác chặn đường và tóm tay để xóa bản ghi âm trong điện thoại vừa ghi xong. |          |                     |
| 11 | "Tập 11" | 13 tháng 2 năm 2020 |
| Cả làng tiếp tục bị dọa ma lúc đêm khuya. Thấy vậy, Khoa nhờ Uyên làm nạn nhân cùng Cân quay phim làm bằng chứng và cuối cùng dụ được kẻ đó, khai là ông Tài đứng sau lưng. Tuy nhiên, sau khi mang về trụ sở thôn cho mọi người xem xét thì lại lật mặt đổ tội cho Khoa và Cân đã bắt ép đổ vạ cho ông Tài khiến Khoa bị dân đánh đập vì nghĩ vu khống ông ta. Biết Uyên bị bố tát sau khi giúp đỡ Khoa nên nhảy trèo tường sang nhà xin lỗi. Vì nhìn thấy quá xót, Uyên thân thiết bôi thuốc cho Khoa bị đánh đầy thương tích. |          |                     |
| 12 | "Tập 12" | 14 tháng 2 năm 2020 |
| Tự dưng Mận đau bụng may thay được Uyên và Cường đưa đi cấp cứu kịp thời, kết quả bị động thai. Thấy Uyên thân thiết với Khoa, Cường ghen nên lái xe ô tô mang hoa để cầu hôn cô giáo Uyên ngay trước cổng trường. Biết tin, Khoa vội vã đến phá đám giải cứu cho Uyên vì tình huống khó xử nên Cường nổi điên mượn xe máy đuổi theo chặn đường rồi lao vào đánh nhau. Vì muốn chia rẽ giữa Khoa và Uyên nên Cường thuê Đào ra tay gọi Khoa giao một con gà tần đến vào lúc khuya, ai ngờ lại trúng kế được ghi hình vật ngã ra giường với Đào trong phòng đen tối gây ra đoạn clip bị tung lên mạng trong ngày hôm sau, làm Uyên thất vọng bật khóc khóa cửa nằm lì trong phòng. |          |                     |
| 13 | "Tập 13" | 19 tháng 2 năm 2020 |
| Tin đồn Uyên và Đào chung chạ với một người đàn ông xôn xao cả làng đến cả đồng nghiệp, ảnh hưởng về uy tín của Uyên trong đợt xét tuyển vào biên chế ở trường nên trong lúc giữa Khoa và Uyên đang có sự hiểu lầm vậy tránh mặt nhau, ông Bá nhân tiện gợi ý con gái nhờ Cường làm việc này cũng có cớ cơ hội vun vén cho nhau nhưng cô ta không đồng ý. Còn Khoa cầm hai mươi triệu cho Đào để hứa sẽ giải thích cho Uyên khi đoạn clip "nóng" đó chỉ là dàn dựng. |          |                     |
| 14 | "Tập 14" | 20 tháng 2 năm 2020 |
| Cường hứa bố bỏ hết công việc hiện giờ mà tập trung phụ bố xưởng dệt nếu giúp Uyên vào biên chế ở trường. Dù đã biết sự thật về clip nóng giữa Khoa và Đào nhưng Uyên vẫn chưa động lòng, thêm việc Trâm bỏ nhà vì bị bố đánh, nghi con gái trộm số tiền hai mươi triệu để đi ăn chơi đua đòi. Khi ra khỏi nhà, Trâm gặp Quân, bị dụ dỗ làm lễ tân ở quán. Anh ta còn có mưu nhờ Trâm giả vờ gọi Uyên và Khoa đến cứu ở nhà nghỉ bị giữ lại do không có tiền vì vậy Khoa và Uyên tình cờ gặp nhau, gây tin đồn hai người vào nhà nghỉ bị lan truyền khắp chợ. Biết tin, vì quá nhục nhã, ông Bá dọa con gái treo cổ phải ép lấy Cường và buộc lòng đồng ý. |          |                     |
| 15 | "Tập 15" | 21 tháng 2 năm 2020 |
| Vì ghen ăn tức ở khi chị gái sắp làm đám cưới với Cường, Đào cố tình rủ Cường qua đêm và cùng lúc bấm nút gọi điện thoại cho Uyên nghe thấy tiếng đang ái ân với nhau. Hôm sau Uyên yêu cầu bố hủy hôn trong lễ dạm ngõ làm ông Tài mất mặt chạy về trước, chửi mắng con trai một trận. Sau đó, Cường xông vào tiệm của Đào để đánh đập rồi đe dọa sẽ trả thù lại trong tương lai. Còn ông Bá buồn thủi sang nhà ông Đẩu ở lại nhậu nhẹt với nhau. |          |                     |
| 16 | "Tập 16" | 26 tháng 2 năm 2020 |
| Muốn con trai thoát tội lúc bị công an bắt việc cưỡng hiếp Uyên sau khi hủy hôn, ông Tài giả cớ đến nhà mang đồ nhậu với ông Bá cũng đền bù về tội lỗi của Cường bằng phong bì tiền, đòi cất trước khi nhậu với mục đích để biết nơi ổng giữ giấy tờ tiền bạc và đã nhờ ông Đẩu trộm sổ ghi chép sau khi cho ông Bá say hẳn. Ngày tiếp theo, ông Tài cầm quyển sổ đó và đe dọa ông Bá việc hành vi tham nhũng trong các dự án đứng ra kêu gọi dân quyên góp các khoản xây dựng nông thôn mới cũng tìm cách biển thủ được một số tiền. Biết vậy, Uyên cuối cùng quyết định phải rút đơn tố cáo Cường, còn bị đuổi dạy ở trường. |          |                     |
| 17 | "Tập 17" | 27 tháng 2 năm 2020 |
| Trâm bị Quân đẩy vào phòng tiếp khách cho các quan chức trên tỉnh ở quán dù ban đầu chỉ là phục vụ dọn dẹp rồi nhận ra đó là mối nguy hại, định trốn nhưng Quân tóm lại do nợ trăm triệu. Ông Tài còn cần đất mở nhà máy nên nhờ ông Đẩu dọa người dân rằng nơi họ sinh sống trước là khu đất đền thờ, không phải chỗ để sống không sẽ gây họa nên phải bán đất chuyển chỗ ở. Ngoại trừ nhà bà Hồng đòi giá cao còn nhà cô Bình thì không chịu bán vậy ông Tài sai người đốt cháy cả hai ngôi nhà. Trong đó Uyên nằm ngủ một mình ở nhà Mận còn bị chốt cửa may được Khoa cứu đưa vào bệnh viện kịp thời. |          |                     |
| 18 | "Tập 18" | 28 tháng 2 năm 2020 |
| Uyên kể thấy bóng người đi qua cửa sổ lúc đang nằm ngủ trông nhà Mận có việc nên buộc chặt các cửa trước khi bị đốt cháy và đã báo công an nhưng sau điều tra kết luận là do chập điện không phải người khác phá làm dân xồn xào bàn tán. Bố Cân đột nhiên ngất được bác sĩ chẩn đoán là ung thư gan giai đoạn hai, khả năng cơ hội sống còn rất cao sau khi mổ nhưng cần phải điều trị lâu dài định kỳ rất tốn kém. Trước kia năm gần đây có rất nhiều người làng cũng mắc bệnh ung thư nên Cân nhắc lại chuyện ông Tài xả thải ở xưởng dệt. |          |                     |
| 19 | "Tập 19" | 4 tháng 3 năm 2020  |
| Nghe nói Ông Tài chuẩn bị động thổ thêm nhà máy, nhóm Khoa lên kế hoạch tố cáo. Khoa thuyết phục Quất quay clip khu vực xử lý nước thải của xưởng đang đóng cửa và ngừng hoạt động nên nhà máy ổng xả nước thải thẳng vào nguồn nước làng. Sau đó Khoa phát trực tiếp thông báo trên mạng xã hội và truyền hình nhờ nhà báo quen biết. Trả lời chất vấn của phóng viên, ông lãnh đạo tỉnh quyết định dừng lễ khởi công nhà máy dệt của ông Tài sau khi nhóm Khoa rủ vài người dân biểu tình, yêu cầu đóng cửa xưởng. Không những thế, dân làng còn kéo đến tận nhà ông Tài đòi đền bù. |          |                     |
| 20 | "Tập 20" | 5 tháng 3 năm 2020  |
| Quân ép Trâm phải ngủ với lão quan chức trên tỉnh ở một khách sạn. Vì quá sợ hãi, Trâm dùng bình hoa đập toang vào đầu lão ta để thoát thân. Ông Tài chuộc các cơ quan chức năng kể cả các phóng viên, khiến Khoa và người dân bất ngờ trong ngày công bố kết quả xét nghiệm môi trường làng Yên khi giếng nước làng không có vấn đề gì cả. Trong khi đó, Đào có thai với Cường, cổ đòi năm trăm triệu để phá thai nhưng anh ta đã đuổi thẳng cổ nên tìm gặp ông Tài dằn mặt, lo sự uy tín trong sau này nên gọi Cường về nhà ngay lập tức để xử lý. |          |                     |
| 21 | "Tập 21" | 6 tháng 3 năm 2020  |
| Đào phải chấp nhận khi ông Tài chỉ trả một trăm năm mươi triệu với cái thai trong bụng, về nhà ngủ một đêm với chị gái trước khi ra khỏi làng. Hôm sau, Đào đang đi thì bị côn đồ được Cường thuê để cướp túi xách lấy lại số tiền, hắn ta đánh ra cả máu phải nhập viện. Ông Tài kiện Khoa, đòi một tỷ đồng tội làm thiệt hại trì trệ vụ khởi công nhà máy, dù thất bại vạch mặt ông Tài, Khoa tự nhủ sẽ không bỏ cuộc. Còn ông Đẩu tự dưng ngất xỉu, chảy máu mũi. Biết tin ông Tài nhớ lại hồi nhỏ mẹ ốm nặng và dặn để ý đến em Đẩu nhưng Tài không chấp nhận làm em, bởi "nó" mà bố mẹ đã bỏ nhau. |          |                     |
| 22 | "Tập 22" | 11 tháng 3 năm 2020 |
| Bệnh ngày càng nặng, ông Đẩu bèn đến nhà ông Tài cầu cứu vay tiền chữa bệnh vì là anh em ruột già máu mủ với nhau. Dù vậy ông Đẩu không chỉ bị quát mắng còn bị đuổi cay nghiệt. Khoa nhận được một kết quả không như mong đợi sau khi lấy mẫu nước làng lên thành phố xét nghiệm một lần nữa cùng Cân. Định vào nhà ông Tài xin lỗi một câu thì nghe được Cân van xin bố lấy lại số tiền ông Tài để mổ cho bố với điều kiện tráo đổi mẫu nước xét nghiệm làm sai lệch kết quả, tống Khoa vào tù khiến bố Cân không thể chấp nhận khi bán rẻ bạn bè. Khoa sốc, Cân đuổi theo giải thích mọi chuyện. |          |                     |
| 23 | "Tập 23" | 12 tháng 3 năm 2020 |
| Nhóm Khoa bàn cách cứu Trâm bị nhốt bên quán karaoke của Quân, nhờ Đào đi thăm dò và nghe nói Quân đưa Trâm đến nhà ông Tài giam giữ để tránh bị lộ nên Khoa nhờ cả Quất tìm tung tích xem bị nhốt phòng nào, cũng tình cờ biết bố con ông Tài có việc lên thành phố nên không có ở nhà để Quân trông nên Cân nhờ Quất mang bình rượu chuốc cho Quân say để Khoa và Cân trộm chìa khóa phòng đột nhập cứu Trâm nhưng trong phòng chẳng có ai cả. Cân phát hiện một ngăn kéo đầy tiền, định lấy vài tờ, Khoa đang cản lại thì Quân và bố con ông Tài bất ngờ xuất hiện, dọa về hành vi trộm cắp với bằng chứng từ camera an ninh, yêu cầu dừng lại những trò tố cáo như trên, nếu không cả hai sẽ phải đi tù. |          |                     |
| 24 | "Tập 24" | 13 tháng 3 năm 2020 |
| Khoa và bố mẹ Khoa mới biết việc Trâm bị nhốt ở phòng karaoke rồi bỏ trốn giờ không có tung tích. Lần này nhóm Khoa thành công đi xét nghiệm nước làng nhưng chưa đủ để chống lại những ý đồ xấu xa của ông Tài vì thiếu nhân chứng. Cô Bình phát hiện bé Nga đột nhiên ngất đưa lên bệnh viện được xác định mắc bệnh ung thư máu cần phải chi rất nhiều tiền cùng người tương thích ghép tế bào gốc. Trước đó, cô Bình đã van xin và nói ra sự thật với ông Đẩu rằng bé Nga là con ông, xưa kia có thai sợ dị nghị nên bỏ đi. Ông Đẩu cầm bằng chứng đến nhà ông Tài để tống tiền chuyện ổng lên kế hoạch đốt nhà Mận và cô Bình. Tuy ông Đẩu đã có tiền nhưng vừa mang đến bệnh viện thì bé Nga đã mất. |          |                     |
| 25 | "Tập 25" | 18 tháng 3 năm 2020 |
| Ông Tài đích thân đến nhà ông Đẩu tỏ ra áy náy, xin nhậu với nhau bởi đến nay đối xử không tốt. Nhân lúc ông Đẩu đang đi lấy rượu, ổng đã nhìn thấy ông Tài bỏ thuốc độc vào chén rượu, báo nhanh cho Khoa rồi giả vờ chết trúng độc. Ông Bá và dân làng góp tiền mua quan tài cho ổng khiến ông Tài không chút nghi ngờ. Sau, Khoa nộp chứng cứ tố cáo ông Tài lên cơ quan điều tra. Biết tin, ông Tài vội vàng cùng Quân lên ngân hàng rút tiền đến nhà chánh thanh tra tỉnh định đút lót mà chẳng có ai tiếp, nhân lúc đó Quân cũng trộm chiếc vali đầy tiền chuồn lẹ khiến ông Tài bực tức lo lắng về nhà gom tiền để trốn thì ông Đẩu xuất hiện nói ra sự thật một kịch bản vạch trần. Đúng lúc đó, công an đến bắt ông Tài. Sau bao sóng gió, Mận sinh ra một bé trai. Cô Bình ngỏ ý ông Đẩu chung sống cùng. Trâm về nhà đoàn tụ với gia đình. Đào mở lại tiệm gội đầu và ông Bá hứa sẽ bảo vệ. Cân được ông Đẩu vay để mổ cho bố Cân, số tiền cứu bé Nga giờ đã không kịp. Còn Khoa và Uyên trở thành một cặp, Khoa trao cho Uyên những nụ hôn đầu say đắm. |          |                     |

## Giải thưởng
| Năm  | Giải thưởng    | Hạng mục                | (Người) đề cử | Kết quả   | Tham khảo |
| ---- | -------------- | ----------------------- | ------------- | --------- | --------- |
| 2020 | Giải Cánh diều | Phim truyện truyền hình | —             | Bằng khen | [ 5 ]     |
| 2020 | Ấn tượng VTV   | Nữ diễn viên ấn tượng   | Phương Oanh   | Đề cử     | [ 6 ]     |

## Phiên bản Những ngày không quên
Phim cũng có một phiên bản khác với nội dung và dàn diễn viên kết hợp giữa hai bộ phim Về nhà đi con và Cô gái nhà người ta, có chủ đề mang tính chất tuyên truyền phòng chống dịch bệnh COVID-19.